# Niccolò da Sinizzo
Niccolò da Sinizzo, o Niccolò Sinizzo, (L'Aquila, ... – L'Aquila, 1294) è stato un vescovo cattolico italiano.

## Biografia
Nato da una nobile famiglia dell'Aquila originaria del castello di Sinizzo, nei pressi dell'omonimo lago, Niccolò apparteneva all'ordine cistercense, probabilmente uscito dal monastero di Santo Spirito a Ocre, ed era abate della chiesa dei Santi Vincenzo e Anastasio alle Tre Fontane a Roma. Inoltre, ricoprì il ruolo di segretario per i papi Urbano IV, Alessandro IV e Clemente IV.
Quest'ultimo lo nominò vescovo dell'Aquila nel 1267, consacrandolo lui stesso a Viterbo nel dicembre di quell'anno. Niccolò era il secondo vescovo a coprire quell'incarico, data la recente fondazione della città, e sotto il suo episcopato si installarono nel nuovo centro urbano numerosi ordini religiosi. Morì nel 1294 e fu sepolto nella nuova cattedrale dei santi Massimo e Giorgio.

## Genealogia episcopale
La genealogia episcopale è:
- Vescovo Raymond Amaury
- Papa Clemente IV
- Vescovo Niccolò da Sinizzo